# Дисульфид гексаселена
Дисульфид гексаселена — бинарное неорганическое соединение
селена и серы
с формулой Se6S2,
оранжевые кристаллы.

## Физические свойства
Дисульфид гексаселена образует оранжевые кристаллы.
Растворяется в сероуглероде.
Соединение имеет циклическую структуру и по чередованию атомов селена и серы в кольце имеет 4 изомера
.